# Konkavna funkcija
Matematična funkcija f je konkavna na intervalu [x,y], če za vsak t z intervala [0,1] velja
{\displaystyle f(tx+(1-t)y)\geq tf(x)+(1-t)f(y).}
Konkavnost pomeni, da graf funkcije na danem intervalu [x,y] leži nad daljico, ki jo določata točki A(x,f(x)) in B(y,f(y)). Če graf na danem intervalu leži pod to daljico, je funkcija konveksna.
Če je v zgornjem zapisu enačaj izpolnjen samo v krajiščih, pravimo, da je funkcija strogo konkavna, če je
{\displaystyle f(tx+(1-t)y)>tf(x)+(1-t)f(y)\,}
za vsak {\displaystyle x\neq y\!}.
Zvezna funkcija {\displaystyle f(x)\!} je konkavna, če in samo če velja 
{\displaystyle f\left({\frac {x+y}{2}}\right)\geq {\frac {f(x)+f(y)}{2}}}
za vse {\displaystyle x\,} in {\displaystyle y\,}.
Odvodljiva funkcija je na nekem intervalu konkavna, če je njen prvi odvod monotono padajoč na tem intervalu.

## Lastnosti konkavnosti
Če je funkcija odvedljiva, lahko določimo enačbo tangente na funkcijo. Graf konkavne funkcije leži v okolici poljubne točke pod tangento v tej točki (graf konveksne funkcije pa leži nad tangento). Za konkavno funkcijo lahko določimo tudi vsaj enega ali več maksimumov (največjih vrednosti). Pri konveksni funkciji pa lahko določimo vsaj enega ali več minimumov (najmanjših vrednosti)
Konveksnost oziroma konkavnost funkcije lahko preverimo tudi z drugim odvodom (če obstaja):
- Če je drugi odvod funkcije na danem intervalu pozitiven, je funkcija na tem intervalu konveksna.

{\displaystyle f''(x)>0}
- Če je drugi odvod funkcije na danem intervalu negativen, je funkcija na tem intervalu konkavna.

{\displaystyle f''(x)<0}
Konveksnost (konkavnost) je povezana tudi s smerjo ukrivljenosti grafa funkcije. Če se gibljemo po grafu konveksne funkcije v smeri od manjših x proti večjim, vidimo, da graf ves čas zavija v desno (graf konveksne funkcije pa v desno).
Točko na meji med intervalom konveksnosti in intervalom konkavnosti imenujemo prevoj funkcije.